# Crossfade (The Remix Album)
Crossfade (The Remix Album) kom ut år 2006 och är ett album av den iransk-svenska musikern Arash Labaf.

## Låtar
1. Iran Iran
2. Arash . MintmanRemix
3. Tike Kardi . DJ Aligator Remix
4. Temptation (CMN Remix)
5. Mano o Too (featuring Lucia)
6. Boro Boro (Payami Funky Sunday Remix)
7. Temptation (Russian Version with Blestyashie)
8. Arash (English Version)
9. Tike Tike Kardi (Balkan Fanatics Remix)
10. Baskon (100% Farsi Version)
11. Bego Ey Yaar Bego [New Version]
12. Boro Boro (Saba Rock Remix)
13. Arash (Payami Vocal Club)
14. Tike Tike Kardi (Sodaclub Remix]
15. Temptation (Payami Club)
16. Boro Boro (featuring Aneela Indian Version)
17. Baskon (Russian Version Bonus Track)